# 宇田道隆
宇田 道隆（うだ みちたか、1905年1月13日 - 1982年5月10日）は、昭和期の日本の海洋物理・水産海洋学者。

## 経歴
学修期
1905年、高知県土佐郡小高坂村で生まれた。1921年に高知県立第一中学校を卒業後、仙台の第二高等学校に進んだ。1924年、東京帝国大学物理学科に入学し、寺田寅彦や藤原咲平の指導を受けた。1927年に同大学を卒業。
戦前
卒業後の1927年（昭和2年）4月、農林省水産講習所（後の東京水産大学、現在は東京海洋大学）技師に採用された。1928年（昭和3年）2月から翌年11月まで、兵役のため、幹部候補生として浜松高射砲第一連隊に入隊。除隊後に復職するが、水産講習所の組織再編により、1929年10月より農林省水産試験場技師となり、海洋調査部に勤務。田内森三郎の指導を受けながら潮目の模型実験などを始めた。1930年（昭和5年）より当時としては画期的な総合海洋観測であった北太平洋日本近海一斉海洋調査の企画、推進、観測にあたり、大きな成果を収めた。1939年（昭和14年）、東京帝国大学に学位論文"Researches on "siome" or current rip in the seas and oceans"(海洋の潮目の研究)を提出して理学博士号を取得。
1941年（昭和16年）に応召し、高射砲兵少尉として満州へ出征。しかし、東京帝国大学で恩師であった藤原咲平中央気象台長の要請により兵役解除となり、1942年（昭和17年）、神戸海洋気象台長に就任。しかし、1943年（昭和18年）に再び応召し、スマトラ派遣機関砲101大隊小隊長となった。同年11月からは、シンガポールの南方軍総司令部気象班に勤務。1944年（昭和19年）4月、広島市宇品の陸軍船舶練習部付に転任。1945年（昭和20年）8月6日、広島に原爆がされた際には被爆、負傷した。
戦後
終戦後は広島気象台に勤務し、原爆による黒い雨など影響調査にあたった。1946年（昭和21年）、長崎および佐世保測候所長として、翌年南山手町の旧長崎要塞司令部跡地に創設予定の長崎海洋気象台創設の事務にあたった。1947年（昭和22年）4月30日に長崎海洋気象台が開設されると、初代気象台長となった。1949年（昭和24年）、東海区水産研究所所長に就任。
1950年（昭和25年）、昭和天皇の招きで開かれた座談会形式の合同進講に坪井忠二、正野重方、辻光之助、藤本治義とともに出席。宇田は海洋学に関する進講を行った。
1951年（昭和26年）、東京水産大学教授となり、漁場、漁業気象学の講座を担当した。1968年（昭和43年）に東京水産大学を定年退官し、名誉教授となった。その後は、東海大学教授として1975年（昭和50年）まで教鞭をとった。
学界においては、1932年（昭和7年）に現在の日本海洋学会の前身となる「海洋学談話会」を代表として組織し、海洋学に関連する国内外の研究情報の交換や発表の場を整備した。1941年（昭和16年）に日本海洋学会が発足すると、副会長として初期の活動を長年にわたって支えた。また、水産海洋研究会会長も務めた。
研究の上でも寺田寅彦門下であったが、文学の点でも寺田を師として俳諧の指導を受けた。短歌については高知一中時代から詠んでおり、後年『アララギ』に投稿したりしており、歌人としても知られた。1977年正月には、宮中歌会始の召人を務めた。同年のお題は「海」であり、召人として「金華山 沖にしるけき 潮筋を いるか群れ飛ぶ 夕焼の海」と詠んでいる。

## 受賞・栄典
- 1944年：勲四等瑞宝章を受章。
- 1966年：第1回日本海洋学会賞を受賞。「海況の総観的研究」の業績に対して。
- 1976年：勲二等瑞宝章を受章。

## 研究内容・業績
日本近海ならびに北西太平洋の海況の物理的解明に努力し、潮目、冷水塊、海洋・気象相関、亜熱帯反流の発見などで業績を上げた。また東京水産大学で教鞭をとり、日本の漁場学、水産海洋学の基礎確立に尽力し、後進の指導にも熱心であった。
水産海洋学会と宇田賞
水産海洋学会の創立者の一人であり、その功績を記念して、同会の水産海洋学研究において顕著な業績を上げた正会員に贈呈される「宇田賞」が設立された。
宇田道隆文庫
2009年に研究記録、資料、手稿、ノートなどが東京水産大学附属図書館に寄贈され、宇田道隆文庫となっている。専門の海洋学以外に、俳句や短歌の短冊や、色紙、アルバムなども含まれている。

## 著作
著書
- 『海』岩波新書, 1939
- 『海と魚 潮目の話』(少国民のために 岩波書店, 1941
- 『海の探究史』(科学新書) 河出書房, 1941
- 『海洋学』(朝日新講座 朝日新聞社, 1941
- 『南海北溟』小山書店, 1943
- 『寺田寅彦』(アテネ文庫) 弘文堂, 1948
- 『寅彦先生閑話』弘文堂, 1948
- 『寺田寅彦との対話』(アテネ文庫) 弘文堂, 1950
- 『漁業気象』(水産新書) ジープ社, 1950
- 『海洋気象学』天然社, 1954
- 『世界海洋探検史』(世界探検紀行全集) 河出書房, 1955
- 『海の歳時記』法政大学出版局, 1956
- 『子供の海洋学』(ぼくらの科学文庫) 誠文堂新光社, 1956
- 『日本の海』宝文館, 1958
- 『海洋漁場学』(水産学全集) 恒星社厚生閣, 1960
- 『海のなぞ海のたび』東洋経済新報社, 1962
- 『寺田寅彦』(少年伝記文庫) 富永秀夫絵 国土社, 1962
- 『海に生きて 海洋研究者の回想』東海大学出版会, 1971
- 『海を守る 地球環境と人間の未来』(UP選書) 東京大学出版会, 1974
- 『海洋研究発達史』(海洋科学基礎講座 補巻) 東海大学出版会, 1978
- 『海と魚』築地書館, 1983
- 『海と漁の伝承』玉川大学出版部, 1984

### 共著編
- 『海と生活』安井善一共著 目黒書店, 1949
- 『水産防災』編 (防災科学技術シリーズ) 共立出版, 1969
- 『科学者寺田寅彦』編著(NHKブックス) 日本放送出版協会, 1975
- 『海のふしぎ 日本の川』高橋裕共著 (ラボ土曜講座) ラボ国際交流センター, 1978
- 『海と氷の歳時記』奈須紀幸ほか共著(科学随筆文庫) 学生社, 1978

翻訳
- J.E.スミス 編著『トレー・キャニオン号海難による海洋汚染と生物環境 英国海洋生物学協会プリマス研究所報告』日高孝次共訳 日高海洋科学振興財団, 1973

- ジャック・イヴ・クストー

クストー海の百科 13 海のファンタジー (監修 平凡社, 1975)
クストー海の百科 15 海をしらべる (監修・訳 平凡社, 1975)
クストー海の百科 16 白い大陸 (監修 平凡社, 1975)
クストー海の百科 18 挑戦する海 (監修・訳 平凡社, 1975)
記念論文集
- 『水産海洋研究の現状と展望 宇田道隆教授退官記念論文集』水産海洋研究会・宇田道隆教授退官記念事業会, 1969

## 参考資料
- 経歴(宇田道隆文庫アーカイブ)[11]
- 馬場真紀子「東京海洋大学附属図書館における「アーカイブズ宇田道隆文庫」保存の取り組み」『大学図書館研究』113, 2019年[12]